# Le paludi di Hesperia
Le paludi di Hesperia, pubblicato nel 1994 da Mondadori, appartiene al filone dei romanzi storici; è ambientato all'inizio del Medioevo ellenico ed è stato scritto dall'archeologo Valerio Massimo Manfredi.
Questo romanzo è ambientato dopo la fine della guerra di Troia. Riprende il mito di Diomede e il suo peregrinare, ma vi si trovano anche molti altri personaggi letterari presenti nelle tragedie di Eschilo ed Euripide.

## Trama
La vicenda ruota attorno al ritorno degli eroi Achei dalla guerra di Troia. Aiace Oileo, con la sua nave, muore in un naufragio per opera di Poseidone, Agamennone muore per mano di Egisto, il nuovo amante della moglie Clitennestra, Ulisse è costretto ad affrontare interminabili peregrinazioni, e Diomede si trova coinvolto nel tradimento della moglie Egialea con il nuovo compagno e decide, pur di non ucciderla, di partire subito e abbandonare l'amata Argo.
Giunto in Messapia, l'attuale Puglia, Diomede attacca un villaggio di contadini, ma si trova a dover affrontare i Dor (ovveri i Dori). Diomede riesce a ucciderne il gigantesco capo, ma quando il suo esercito viene decimato dai Dor, è costretto a ripartire con la nave di Anchialo affinché avverta gli Achei della minaccia che incombe su di loro. Giunto nel luogo dell'antica Napoli, egli decide di creare con i suoi fedeli compagni una nuova città, che spera diventi invincibile; mentre stanno attraversando la gola delle Montagne di Fuoco, però, molti dei suoi compagni muoiono in voragini nascoste: Diomede decide allora di attaccare i nemici che si trovano oltre la gola maledetta per trovare riparo dal pericolo, e massacra gli avversari. A questo punto lui e la sua flotta affronta una violenta tempesta, che sommerge molte delle navi; le poche rimaste riescono a mettersi in salvo e Diomede decide di attaccare da terra un vascello di navi nemiche Peleset (Filistei), per liberare dalla schiavitù il loro compagno spartano Lamo. Il nocchiero Mirsilo decide quindi di dare fuoco alla nave che lo tiene prigioniero per distrarre i nemici e, nel contempo, chiamarlo per farsi udire e dargli così soccorso; il piano riesce, e Lamo viene liberato. Diomede ritorna poi all'avventura di quella terra misteriosa, totalmente diversa dal mondo greco che conoscevano prima, ma le sue navi vengono incendiate e distrutte da pirati Peleset e i nostri eroi si ritrovano quindi a piedi in quel luogo solitario, con genti di cui non capiscono nemmeno la lingua. Giunti nei pressi di paludi limacciose e acquitrini, Diomede, tramite luci misteriose da esse provenienti, vede come in un sogno le vicende dei suoi antenati, tra cui suo padre Tideo, ucciso da una lancia mentre scalava le mura della città di Tebe, e poi l'antico nemico di sempre Enea, ma alla fine viene riportato indietro da quel luogo maledetto da Mirsilo e compagni. All'improvviso, Diomede si innamora della bionda Ros, sposa di un certo Nemro, e decide di attaccare quest'ultimo per fare sua la ragazza: si scatena così una battaglia feroce nella quale alla fine Diomede affronta e uccide Nemro, il cui corpo viene gettato nel fiume Eridano, secondo i riti di quel mondo sconosciuto, e rapisce Ros da uno stuolo di avversari. Riesce in seguito a corteggiarla, rendendolo così fiducioso che quella donna genererà una dinastia e una stirpe di popoli, riuscendo dunque nel suo intento di creare una città e di renderla invincibile. Eppure, quando egli penetra Ros, non riesce da lei a dare alla luce un figlio. Poco dopo, Diomede attacca un gruppo di guerrieri nemici lungo le rive del mare e nella la battaglia muore Telefo, il servo ittita; dopo averlo sepolto, Diomede, Mirsilo e il Chnan, il loro più fidato aiutante, continuano il loro cammino all'interno di quella terra inospitale.
Intanto, Menelao e i suoi vengono aggerditi dai Shequelesh (i Siculi), e finiscono in Egitto, alle foci del Nilo, dove incontra il Vecchio del Mare e gli chiede come fare per tornare in patria. Il vecchio riferisce che dovrà attendere sette anni, durante i quali lui ed Elena vengono trattenuti in quel luogo da Proteo, il dio del mare d'Egitto. Intanto Anchialo, durante il viaggio per tornare verso Argo, viene aggredito a sua volta dai Shequelesh, che trucidano tutti i suoi compagni, costringendolo così a tuffarsi in mare e a raggiungere a nuoto la riva del grande fiume Eridano, dove vive di stenti finché non viene accolto benevolmente da una donna che vive da sola e che lo ospita per un certo tempo. Alla fine Anchialo si trova costretto a lasciarla per ripartire, e il capitolo si chiude con lei che lo riempie di provviste per non fargli pesare il viaggio di ritorno.
A Micene, la regina Clitennestra, Egialea ed Elena, che passati i sette anni in Egitto era tornata con Menelao a casa, decidono di uccidere lo stesso Menelao per diventare le più potenti regine degli Achei; Elena seduce così Menelao e gli dà un sonnifero avvelenato, ma riesce solo ad ammalarlo. La perfida Clitennestra, credendo di aver sconfitto anche l'ultimo degli achei, si proclama regina assoluta di Micene. In quel momento, Oreste ed Elettra, figli di Agamennone, si incontrano presso la tomba del defunto padre e, salutandosi affettuosamente, decidono di vendicarlo facendogliela pagare a Egisto. A Butrinto, Anchialo incontra Andromaca, la vedova di Ettore, e Pirro, il collerico e invincibile figlio del grande Achille; dopo una lieve scaramuccia, i due uomini decidono di partire per Micene per dare man forte a Oreste ed Elettra per vendicare la morte di Agamennone e riportare sul trono di Micene il prediletto figlio Oreste: quest'ultimo sarà affiancato anche dal suo amico Pilade, da Menelao e da Pisistrato, figlio del vecchio Nestore re di Pilo. Inoltre, il guarito Menelao aveva dichiarato ai nipoti Oreste ed Elettra che la guerra di Troia non era stata combattuta per riportare Elena in patria, ma per impossessarsi del famosissimo Talismano dei Troiani, per scongiurare la fine della stirpe achea, sconfiggere gli invasori che da tempo tentavano di invadere e distruggere il mondo acheo e riportare la pace in Grecia.
La battaglia inizia con Pirro che si scaglia a tutta velocità contro i carri da guerra avversari, e dopo un iniziale svantaggio, ha la meglio e sfonda le linee del nemico, decimandolo; Oreste affronta e uccide invece Egisto, poi gli si avvicina e gli taglia naso, orecchie e genitali con la spada, lasciandolo in un lago di sangue. Menelao, Pisistrato e Pilade si battono come leoni e sconfiggono i micenei, costringendoli poi ad arrendersi. Compiaciuti, tutti cessano il combattimento, tranne Pirro che continua a combattere contro i micenei; Oreste gli intima di smetterla, ma Pirro gli risponde che, se vuole che smetta di combattere, dovrà ucciderlo. Oreste è costretto ad accettare a malincuore, e ha inizio così il duello letale tra i due: il figlio di Achille ha la meglio sull'avversario e sta per ucciderlo, ma Anchialo gli lancia la sua spada invincibile, con la quale Oreste sferra il colpo mortale. L'agonizzante Pirro chiede ad Oreste di trasportare il suo corpo a suo nonno Peleo, e di farsi dare una degna sepoltura. Il sanguinoso capitolo finisce con Clitennestra che viene uccisa da Oreste e viene sepolta da Melenao tra tutti i morti insieme a Pirro.
Intanto, nella terra di Hesperia, Diomede e i suoi compagni incontrano Eurimaco, un troiano preso prigioniero a Ilio e quindi obbligato a dover servire Diomede e la sua gente, fino a che non li condurrà allo scontro con il nemico iliaco di sempre, il figlio di Anchise e di Afrodite: Enea. Il giorno della luna piena, Diomede si ritrova sul suo carro da guerra a dover combattere contro Enea in aperta pianura, come a Ilio, e scaglia una lancia che distrugge il parapetto del suo carro; appiedati, i due eroi si affrontano con la lancia, quindi con la spada, e infine con l'ascia da guerra. Sfiniti e grondanti di sudore e di sangue, i due si parlano lealmente: Diomede tenta di convincere Enea a unirsi a lui, e in cambio gli rivelerà dove si trovava il palladio, la più sacra immagine della dea Atena; insieme fonderanno una nuova terra in Hesperia che renderanno invincibile. Enea gli rivela però che il sacro talismano dei troiani, che Diomede aveva rubato il giorno della caduta di Troia, è in realtà solo un falso simulacro. Andatosene Enea, Diomede piange a lungo per l'inganno, e si ridesta solo dopo che Mirsilo gli dice che, se si togliesse la vita per la sconfitta, anche lui si toglierebbe la vita, e con lui tutti i compagni di quella nuova grande avventura.
A questo punto, dopo che Diomede, Mirsilo, il Chnan e tutti gli achei si costruiscono una piccola città sulle sponde dell'Adriatico, Diomede dichiara a tutti di voler ripartire con l'ultima nave per tornarsene ad Argo e rivedere per l'ultima volta la prediletta città perduta, al che tutti i suoi compagni lo seguono, abbandonano il villaggio e salpano, riprendendo il mare che comincia a formare onde sempre più grandi. La nave di Diomede incrocia quella di Anchialo, e quando questi gli chiede dove stia andando, Diomede risponde loro che si stanno dirigendo ad Argo. Ma Anchialo gli comunica che tutto il mondo acheo è stato distrutto, all'infuori di Diomede, Anchialo, il Chnan, Mirsilo, e tutti i loro compagni: i Dor hanno infatti annientato gli Achei e raso al suolo i palazzi, le mura e le città di tutta la Grecia, Argo e Micene comprese. Straziato dal dolore, Diomede decide così di porre fine alla vita sua e di tutti i presenti: fa quindi salire Anchialo sulla sua nave, e insieme decidono di annientarsi; tutti si ritrovano quindi in una violentissima tempesta, nella quale Diomede dirotta la nave in piena tempesta contro gli scogli, contro i quali la nave si sfracella.

## Edizioni
- Valerio Massimo Manfredi, Le paludi di Hesperia, collana Omnibus, Arnoldo Mondadori Editore, 1995,  p. 334, ISBN 88-04-40752-2.
- Valerio Massimo Manfredi, Le paludi di Hesperia, collana Oscar bestsellers, Mondadori, 24 ottobre 1995, ISBN 9788804407522.
- Valerio Massimo Manfredi, Le paludi di Hesperia, collana I Miti, Mondadori, 2008,  p. 373, ISBN 9788804584797.
- Valerio Massimo Manfredi, Le paludi di Hesperia, collana Oscar bestsellers, Mondadori, 14 novembre 2016,  p. 333, ISBN 9788804671190.